# Aéroport d'Olbia
L’aéroport d’Olbia (code IATA : OLB • code OACI : LIEO) (en italien : Aeroporto di Olbia-Costa Smeralda) est un aéroport situé à Olbia, en Sardaigne. Il est géré par la Geasar S.p.A. L’aéroport a accueilli 2 811 378 passagers en 2017.

## Situation

### Carte des aéroports en Italie
| \| 100 km1:7 506 000 \| Abruzzes Alghero Ancône Bari Bergame Bologne Bolzano Brescia Brindisi Cagliari Catane Comiso Grosseto Coni Elbe Florence Foggia Gênes Lamezia Terme Lampedusa Milan L. Milan M. Naples Olbia Palerme Pantelleria Parme Pérouse Pise Reggio de Calabre Rimini Rome C. Rome F. Salerne Trapani Trévise Trieste Turin Venise Vérone |
| 100 km1:7 506 000 |

## Compagnies aériennes et destinations
| Compagnies                    | Destinations |
| ----------------------------- | --- |
| Aegean Airlines               | En saison : Athènes E.-Venizélos |
| Aer Lingus                    | En saison : Dublin |
| AeroItalia                    | Bergame-Orio al Serio, Florence-Peretola En saison : Forlì |
| AirBaltic                     | En saison : Riga |
| Air France                    | En saison : Paris-Charles de Gaulle |
| Air Horizont                  | En saison charter : Milan-Malpensa |
| Austrian Airlines             | En saison : Vienne-Schwechat |
| British Airways               | En saison : Londres-Heathrow |
| Brussels Airlines             | En saison : Bruxelles-National |
| Condor                        | En saison : Düsseldorf, Francfort, Munich-F. J. Strauß |
| easyJet                       | Londres-Gatwick, Milan-Malpensa En saison : - Amsterdam, - Bari-Karol Wojtyła, - Berlin-Brandebourg, - Bologne-Borgo Panigale, - Bordeaux-Mérignac, - Bristol, - Londres-Luton, - Lyon-Saint-Exupéry, - Nantes-Atlantique, - Naples-Capodichino, - Toulouse-Blagnac, - Nice-Côte d'Azur, - Paris-Orly, - Toulouse-Blagnac, - Turin S.-Pertini (Caselle), - Venise - Marco Polo |
| easyJet Switzerland           | En saison : Bâle-Mulhouse, Genève-Cointrin |
| Edelweiss Air                 | En saison : Zurich |
| Eurowings                     | En saison : Cologne/Bonn-K. Adenauer, Düsseldorf, Hambourg-H.-Schmidt, Salzbourg-W. A. Mozart, Stuttgart |
| flyBAIR                       | En saison : Berne-Belp |
| Iberia                        | En saison : Madrid-Barajas |
| ITA Airways                   | Milan-Linate, Rome Léonard-de-Vinci/Fiumicino En saison : Gênes-Christophe-Colomb, Vérone - Villafranca |
| Jet2.com                      | En saison : Birmingham, Londres-Stansted, Manchester |
| LOT Polish Airlines           | En saison : Katowice-Pyrzowice, Ljubljana-Jože Pučnik, Varsovie-Chopin |
| Lübeck Air                    | En saison : Berne-Belp, Lübeck |
| Lufthansa                     | En saison : Francfort, Munich-F. J. Strauß |
| Neos                          | En saison : Milan-Malpensa, Vérone - Villafranca |
| Norwegian Air Shuttle         | En saison : Copenhague-Kastrup, Oslo-Gardermoen, Stockholm-Arlanda |
| Scandinavian Airlines         | En saison : Copenhague-Kastrup, Oslo-Gardermoen, Stockholm-Arlanda |
| SkyAlps                       | En saison : Berne-Belp, Bolzano |
| SmartWings                    | En saison : Bratislava-M. R. Štefánik, Prague-Václav-Havel |
| Swiss International Air Lines | En saison : Genève-Cointrin |
| Transavia                     | En saison : Amsterdam |
| Transavia France              | En saison : Lyon-Saint-Exupéry, Paris-Orly |
| TUI Airways                   | En saison : Londres-Gatwick, Manchester |
| TUI fly Belgium               | En saison : Bruxelles-National |
| Volotea                       | Bologne-Borgo Panigale, Milan-Linate, Rome Léonard-de-Vinci/Fiumicino, Turin S.-Pertini (Caselle), Vérone - Villafranca En saison : - Ancône-Falconara, - Barcelone-El Prat, - Bergame-Orio al Serio, - Bordeaux-Mérignac, - Brest-Bretagne, - Catane-Fontanarossa, - Deauville, - Forlì, - Gênes-Christophe-Colomb, - Lille Lesquin, - Lyon-Saint-Exupéry, - Nantes-Atlantique, - Naples-Capodichino, - Nice-Côte d'Azur, - Palerme Falcone-Borsellino, - Paris-Orly, - Pise-Galileo Galilei, - Strasbourg, - Toulouse-Blagnac, - Trieste/Frioul, - Venise - Marco Polo |
| Vueling                       | En saison : Florence-Peretola |
| Wizz Air                      | En saison : Bari-Karol Wojtyła, Bologne-Borgo Panigale, Milan-Malpensa, Rome Léonard-de-Vinci/Fiumicino, Varsovie-Chopin |

Édité le 23/04/2019. Actualisé le 16/01/2023.

## Statistiques

### En graphique
Le graphique qui aurait dû être présenté ici ne peut pas être affiché car il utilise l'ancienne extension Graph, désactivée pour des questions de sécurité. Des indications pour créer un nouveau graphique avec la nouvelle extension Chart sont disponibles ici.

Voir la requête brute et les sources sur Wikidata.

### En tableau
| Année | Passagers |
| ----- | --------- |
| 2010  | 1 658 836 |
| 2011  | 1 874 696 |
| 2015  | 2 240 016 |
| 2017  | 2 811 378 |